# Gösta Säflund
Lars Gösta Säflund , né le 1er mars 1903 à Uppsala (Suède) et mort le 22 janvier 2004 à Djursholm (Suède) où il est inhumé, est un philologue classique, archéologue et historien de l'Antiquité suédois.

## Biographie

### Universitaire
Gösta Säflund obtient un baccalauréat en philosophie en 1925 et une licence en philosophie trois ans plus tard. Il obtient le titre de docteur en philosophie et devient professeur d'antiquités classiques et d'histoire ancienne en 1932.
Säflund est nommé directeur par intérim de l'Institut suédois de Rome en 1935, chargé de cours à la « Sigtunaskolan Humanistiska Läroverket » en 1942 et à la « Norrmalms högre allmänna läroverk för flickor » à Stockholm en 1946 ; il est nommé maître de conférences en langue et littérature latines à l'université d'Uppsala la même année. Il est professeur de linguistique classique et de chercheur dans le domains culturel à l'université de Stockholm de 1948 à 1969.
Hors de Suède, il enseigne à l'université d'Oxford, à l'université de Princeton et à l'université Columbia de New York.
Il est membre de plusieurs sociétés scientifiques, en Suède comme à l'étranger[réf. souhaitée].

### Archéologue et historien
Säflund participe à des chantiers de fouilles archéologiques en Grèce en 1926, 1934, 1936 et 1937, notamment à Asinè ou dans la vallée de Berbati près d'Argos puis en Turquie en 1949, 1951 et 1953.
Sa thèse de doctorat, soutenue en 1932, est consacrée à l'étude de la muraille Servienne de la Rome antique. Il publie des études sur la topographie et l'archéologie de Rome, l'art grec et romain, les Étrusques ainsi qu'en latin et allemand un essai sur le style de Tertullien.

## Distinctions
- Chevalier dans l'Ordre royal de l'Étoile polaire (1955)[6].
- Commandeur de l'ordre royal de l'Étoile polaire (1966)[7].

## Sélection de publications
- (it) Le mura di Roma repubblicana : saggio di archeologia romana, Rome, Lund, C.W.K. Gleerup, 1932, 278 p.
- (la + de) De Pallio und die stylistische Entwicklung Tertullians, Lund, C.W.K. Gleerup, 1955, XI et 233 p.
- (en) Excavations at Berbati, 1936-1937, Stockholm, Almqvist & Wiksell, 1965, 162 p.
- (sv) Etrusker – vad menade ni egentligen? Etruskiskt bildspråk: Symbol och mening, Paul Åströms, 1989, 154 p. (ISBN 9-1860-9888-8).